# المبارزة في ألعاب البحر الأبيض المتوسط 2022
عُقدت منافسة المبارزة في ألعاب البحر الأبيض المتوسط 2022 في وهران الجزائرية، في الفترة من 1 إلى 3 يوليو 2022.

## جدول الميداليات
*   البلد المضيف ( الجزائر)
| المرتبة | فريق     | ذهبية | فضية | برونزية | المجموع |
| ------- | -------- | ----- | ---- | ------- | ------- |
| 1       | إيطاليا  | 2     | 4    | 7       | 13      |
| 2       | مصر      | 2     | 0    | 1       | 3       |
| 3       | الجزائر* | 1     | 0    | 0       | 1       |
| 3       | صربيا    | 1     | 0    | 0       | 1       |
| 5       | إسبانيا  | 0     | 1    | 2       | 3       |
| 6       | فرنسا    | 0     | 1    | 1       | 2       |
| 7       | تركيا    | 0     | 0    | 1       | 1       |
| المجموع | المجموع  | 6     | 6    | 12      | 24      |

## ملخص الميداليات

### رجال
| Event             | الذهبية                  | الفضية                    | البرونزية                                             |
| ----------------- | ------------------------ | ------------------------- | ----------------------------------------------------- |
| فردي سيف المبارزة | محمد السيد (مبارز) · مصر | Valerio Cuomo · إيطاليا   | Matteo Tagliariol · إيطاليا Giacomo Paolini · إيطاليا |
| فردي سيف الشيش    | Veljko Ćuk · صربيا       | Carlos Llavador · إسبانيا | Davide Filippi · إيطاليا محمد حمزة (مبارز) · مصر      |
| فردي السيف العربي | زياد السيسي · مصر        | Riccardo Nuccio · إيطاليا | Iñaki Bravo · إسبانيا Dario Cavaliere · إيطاليا       |

### سيدات
| Event             | الذهبية                        | الفضية                   | البرونزية                                          |
| ----------------- | ------------------------------ | ------------------------ | -------------------------------------------------- |
| فردي سيف المبارزة | Giulia Rizzi · إيطاليا         | Nicol Foietta · إيطاليا  | Roberta Marzani · إيطاليا Éloïse Vanryssel · فرنسا |
| فردي سيف الشيش    | Olga Rachele Calissi · إيطاليا | Morgane Patru · فرنسا    | María Díaz · إسبانيا إرم كاراميت · تركيا           |
| فردي السيف العربي | Saoussen Boudiaf · الجزائر     | Chiara Mormile · إيطاليا | Eloisa Passaro · إيطاليا Rebecca Gargano · إيطاليا |

## روابط خارجية
- 2022 ألعاب البحر الأبيض المتوسط 2022 – المبارزة
- كتاب النتائج